# Masicera necopina
Masicera necopina là một loài ruồi trong họ Tachinidae.